# Nikolaj Mladenow

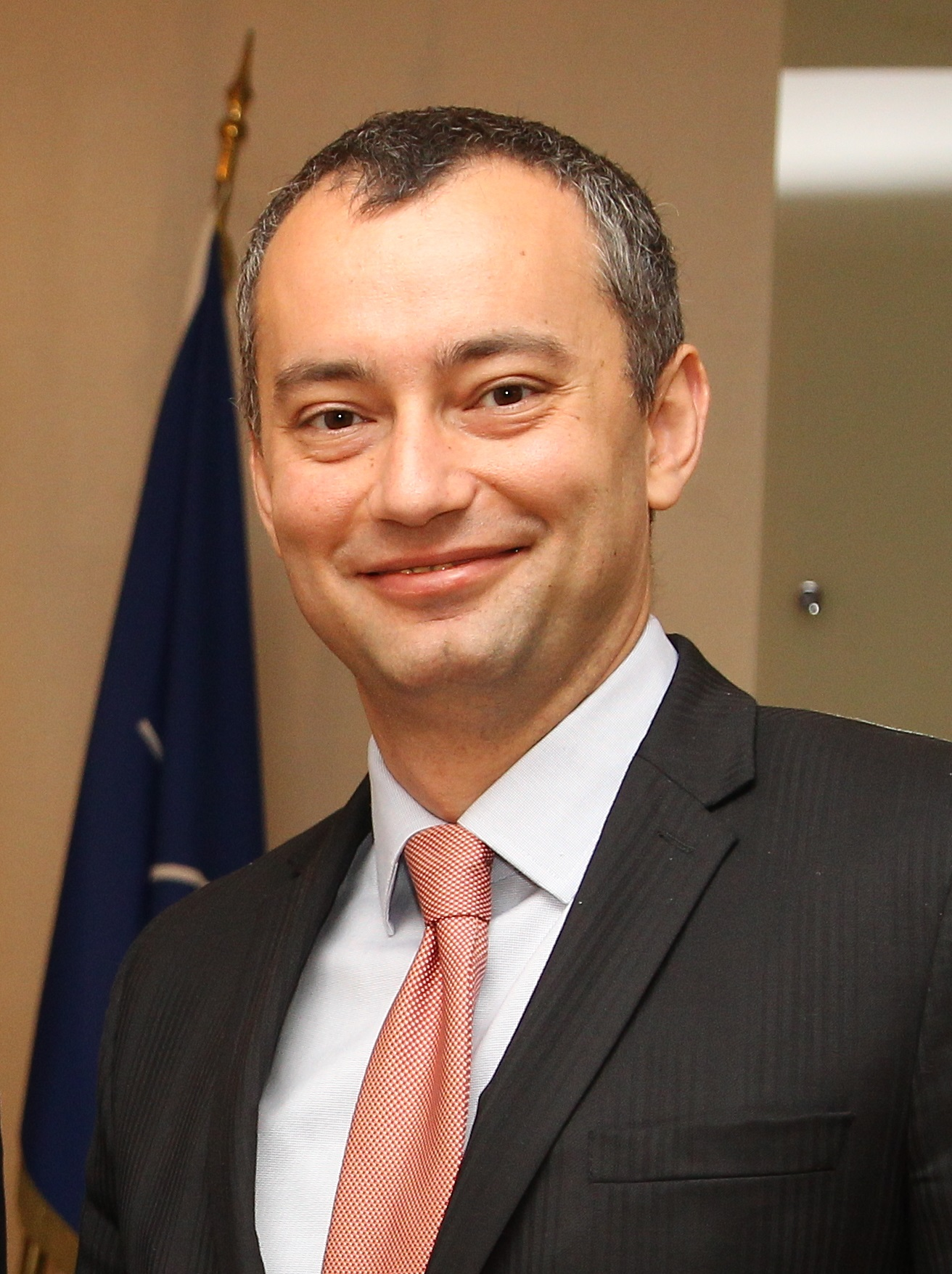
Nikolai Mladenow, 2011

Nikolai Eftimow Mladenow (in englischer Transkription Nikolay Eftimov Mladenov, bulgarisch Николай Евтимов Младенов; * 5. Mai 1972 in Sofia) ist ein bulgarischer Politiker der Partei GERB, ehemaliger Abgeordneter des Europäischen Parlaments und Außenminister Bulgariens. In den 2010er Jahren war Mladenow für die Vereinten Nationen diplomatisch im Nahen Osten tätig.

## Ausbildung
1995 beendete er sein Studium mit Fachrichtung „Internationale Beziehungen“  an der Sofioter Universität für National- und Weltwirtschaft mit einem Bachelor-Grad. Ein Jahr später absolvierte er einen Master-Studiengang am Londoner King’s College der Universität London.

## Karriere
Zwischen 1996 und 1998 war Nikolai Mladenow Projektleiter in der Stiftung Open Society Institute in Sofia. Danach arbeitete er für kurze Zeit als Koordinator im Sozialen Ressort der Weltbank in Bulgarien. Im 1999 gründete er das Europäische Institut in Sofia, dessen Vorsitzender er bis 2001 blieb.

### Bulgarisches Parlament
Bei den Parlamentswahlen 2001 wurde er von der Liste der konservativen Koalition Vereinte Demokratischen Kräfte (ODS) als Abgeordneter ins 39. bulgarische Parlament gewählt. Im Parlament wurde er Stellvertretender Vorsitzender der Kommission für europäische Integration und Mitglied der Kommission für Außenpolitik, Verteidigung und Sicherheit. Am 12. März 2002 erfolgte seine Wahl in den Vorstand der Partei Union der Demokratischen Kräfte (kurz SDS, die Teil der ODS war). In der folgenden Zeit war Mladenow Parteisprecher. Am 22. Februar wurde er zum Stellvertretenden Vorsitzenden der Partei SDS gewählt. Diesen Posten nahm er bis 16. August 2005 ein, als er nach den verlorenen Parlamentswahlen seinen Rücktritt einreichte.

### Beratungstätigkeit
Zwischen 2005 und 2007 arbeitete Mladenow als Berater für die Weltbank, für das amerikanische International Republican Institute in Bulgarien, Afghanistan, Jemen und weitere Länder im Nahen Osten. 2006 wurde er Berater der Kommission für Verteidigung und der Kommission für Außenpolitik am irakischen Parlament.

### Europäisches Parlament
2007 wurde er als Abgeordneter im Europäischen Parlament für die Fraktion der Europäischen Volkspartei (Christdemokraten) und europäischer Demokraten von der Liste der bulgarischen Partei GERB gewählt. Im Europäischen Parlament war er Mitglied im Ausschuss für Binnenmarkt und Verbraucherschutz und der Delegation für die Beziehungen zu Israel, sowie Stellvertreter im Ausschuss für auswärtige Angelegenheiten, Unterausschuss für Sicherheit und Verteidigung und Delegation für die Beziehungen zu Afghanistan.

### Verteidigungs- und Außenminister
Nach der bulgarischen Parlamentswahl 2009, die von der Partei GERB gewonnen wurde, wurde Nikolai Mladenow am 27. Juli als Verteidigungsminister in der Regierung von Bojko Borissow vereidigt und folgte in diesem Amt Nikolaj Zonew. Nach dem Rücktritt von Rumjana Schelewa wurde Mladenow am 27. Januar 2010 zum neuen bulgarischen Außenminister gewählt. Nachfolger als Verteidigungsminister wurde Anju Angelow. Im Februar 2013 trat das gesamte Kabinett zurück; der neue Regierungschef Marin Rajkow wurde auch Mladenows Nachfolger als Außenminister.

### Vereinte Nationen
2013 wurde er UN-Sonderbeauftragter für den Irak und Leiter der UN vor Ort. Von 2015 bis 2020 war er UN-Sonderkoordinator für den Nahost-Friedensprozess.